# Lapieïta
La lapieïta és un mineral de la classe dels sulfurs. Va ser anomenada en honor del riu Lapie, on va ser descoberta.

## Característiques
La lapieïta és un sulfur de fórmula química CuNiSbS₃. Cristal·litza en el sistema ortoròmbic en forma de grans subèdrics, de fins a 150 μm. La seva duresa a l'escala de Mohs és 4,5 a 5.
Segons la classificació de Nickel-Strunz, la lapieïta pertany a «02.GA: nesosulfarsenats, nesosulfantimonats i nesosulfbismutits sense S addicional» juntament amb els següents minerals: proustita, pirargirita, pirostilpnita, xantoconita, samsonita, skinnerita, wittichenita, mückeïta, malyshevita, lisiguangita, aktashita, gruzdevita, nowackiïta, laffittita, routhierita, stalderita, erniggliïta, bournonita, seligmannita i součekita.

## Jaciments
La lapieïta va ser descoberta al riu Lapie, a St Cyr Range (Districte Miner de Watson Lake, Yukon, Canadà). També ha estat descrita a la mina Grüneau, a Schutzbach (Renània-Palatinat, Alemanya).